# Spiroctenus schreineri
Spiroctenus schreineri là một loài nhện trong họ Nemesiidae.
Spiroctenus schreineri được miêu tả năm 1903 bởi Purcell.